# Никитин, Сергей Петрович
Сергей Петрович Никитин (род. 6 июля 1968 или 6 июня 1968, Фрунзе) — советский, киргизский и российский футболист, защитник и опорный полузащитник, футбольный тренер.

## Биография

### Клубная карьера
Воспитанник киргизского футбола. С 1985 года выступал на взрослом уровне во второй лиге СССР за фрунзенскую «Алгу», провёл более 100 матчей. В августе 1989 года был переведён во вторую команду республики — «Алай», но там не задержался, сыграв лишь три неполных матча.
В 1991 году играл во второй лиге за «АПК Азов». Следующий сезон провёл на Украине в клубе первой лиги «Кристалл» (Чортков) и во второй лиге за «Днепр» (Черкассы).
В начале 1993 года перешёл в польский клуб «Погонь» (Щецин), в его составе за два с половиной сезона сыграл 66 матчей и забил три гола в высшем дивизионе Польши.
В сезоне 1995/96 играл в клубе «Словацка Славия» в высшем дивизионе Чехии.
В 1996—2000 годах выступал в клубах низших лиг Словакии — «Магнезит»/«Словмаг»/«Елшава» (Елшава), «Шпорт» (Подбрезова), «Словмаг» (Ревуца).
С 2001 года играл на любительском уровне за российские клубы из Самарской области.

### Тренерская карьера
В 2000—2011 годах работал детским тренером в Академии им. Юрия Коноплёва (Тольятти).
В 2011—2013 годах тренировал женскую молодёжную (до 19 лет) сборную России, при нём команда выступала неудачно и опустилась в рейтинге УЕФА с 6 на 24-е место, команда не смогла отобраться на два чемпионата Европы (2012 и 2013). В июле 2013 года тренер был отправлен в отставку и заменён на Александра Шагова.
С 2013 года — президент и спортивный директор футбольной академии «Импульс», действующей в Тольятти, Москве и ряде других городов.